# ABC (The Jackson 5)
ABC is een nummer van de Jackson 5 uit 1970 van het album ABC en werd geschreven door Berry Gordy, Alphonzo Mizell, Freddie Perren en Deke Richards (The Corporation). Het behaalde de eerste plaats in de Verenigde Staten.

## Hitlijsten
| Lijst (1970)         | Hoogste positie |
| -------------------- | --------------- |
| UK Singles Chart     | 8               |
| VS Billboard Hot 100 | 1               |
| Lijst (2009)         | Hoogste positie |
| Australische ARIA    | 43              |
| Ierse Singles        | 38              |
| UK Singles Chart     | 50              |

## NPO Radio 2 Top 2000
| Nummer met noteringen in de NPO Radio 2 Top 2000 | '01  | '02-'03 | '04  | '05-'08 | '09  | '10  | '11  | '12  | '13  | '14 | '15  |
| ------------------------------------------------ | ---- | ------- | ---- | ------- | ---- | ---- | ---- | ---- | ---- | --- | ---- |
| ABC                                              | 1579 | -       | 1981 | -       | 1297 | 1755 | 1703 | 1369 | 1700 | -   | 1826 |

1. ↑  Een '-' betekent dat het nummer niet was genoteerd en een vetgedrukt getal geeft de hoogste notering aan.
2. ↑  2001 was het eerste jaar met een notering voor dit nummer.
3. ↑  Deze tabel is bijgewerkt tot en met de laatste editie (2024).